# Valencia Basket
El Valencia Basket Club, S. A. D. es un club español de baloncesto de la ciudad de Valencia, capital de la Comunidad Valenciana, que compite en la Liga Endesa, así como en la Liga Femenina Endesa. Se fundó como Valencia Hoja del Lunes el 15 de julio de 1986. También disputa la Euroliga y Euroliga Femenina, la máxima competición de clubes en Europa. Desde 1987 hasta 2025 disputó sus encuentros como local en el Pabellón Fuente de San Luis, con capacidad para 8 500 espectadores. Desde 2025 disputan sus encuentros en el Roig Arena, un pabellón multiusos con capacidad de hasta 18 600 espectadores.
El club taronja acumula un total de doce títulos oficiales en la sección masculina y diez en la sección femenina. Es el único club español en ganar la máxima categoría de baloncesto en España en ambas secciones, la Liga ACB 2016-17 (además de dos subcampeonatos) y Liga Femenina 2022-23, 2023-24 (temporada donde lograron un «triplete») y 2024-25, así como en la EuroCup (Copa ULEB) en cuatro ocasiones, donde es el club más laureado de la competición, y la EuroCup Femenina en una.  En la clasificación histórica de la Liga ACB ocupa el 7.º puesto, ha disputado 35 ediciones en la máxima categoría. En 2024, el equipo masculino ocupa el 12.º puesto en la clasificación de FIBA Europa y el 10.º puesto en la clasificación femenina.
Identificado por el color naranja, color que viste de camiseta y pantalón —del que recibe el apelativo de «naranjas» y «club taronja» (en valenciano: taronges)—. Su equipaje reserva es camiseta y pantalón azul. El equipo era patrocinado por la empresa Pamesa Cerámica, por lo que era comúnmente conocido como Pamesa Valencia hasta 2009. Desde finales de año hasta el final de la temporada 2011 la empresa valenciana Power Electronics patrocinó al primer equipo, recibiendo el nombre de Power Electronics Valencia. Desde 2012 mantiene el nombre de Valencia Basket Club.
El club es heredero de la sección del equipo Valencia Club de Fútbol de baloncesto. En 1986, tras el descenso del equipo a Segunda División, el club de baloncesto tomó identidad propia y en la temporada siguiente participó como entidad independiente en la Primera División B del baloncesto español con el apoyo de la Hoja del Lunes, disputando sus encuentros como local en el pabellón municipal de Mislata.
En septiembre de 2014, el también equipo de la ciudad Ros Casares Valencia llegó a un acuerdo mediante el cual se integraba en el Valencia Basket, pasando a formar parte de la sección femenina de baloncesto del mismo, siendo el club más laureado del baloncesto femenino español y uno de los grandes clubes europeos.

## Historia

### Orígenes
El descenso a Segunda División del Valencia C.F. y los problemas económicos derivados de ello, hizo que en el verano de 1986 el club valencianista decidiera prescindir de todas sus secciones deportivas. Esto incluía la sección de baloncesto, cuyo equipo había ascendido a Primera División B (entonces división de plata). Vicente Solá, que había sido el directivo encargado de la sección de baloncesto del Valencia C.F., decidió darle continuidad al proyecto y para ello impulsó la creación del Valencia Basket Club. El nuevo club nació bajo la gestión de la Asociación de la Prensa (dándole el nombre al equipo de "Valencia Hoja del Lunes") junto con la aportación económica que realizaron los hermanos Roig (Juan y Fernando) a través de Pamesa Cerámica. Se nombró presidente a Antonio Egea y vicepresidente a Paco Raga. El club recibió una invitación para disputar la temporada 1986-87 en 1.ª División B, debutando el 27 de septiembre de 1986 con victoria por 71-73 ante el Elosúa León. En esta primera temporada, jugó de local en el Complejo Deportivo La Canaleta del municipio de Mislata.
En la temporada 1987-88 la ACB decidió aumentar la liga de 16 a 24 equipos de cara la siguiente temporada. Esta decisión amplió de 2 a 8 el número de ascensos en dicha temporada. Para entonces, el club decidió trasladarse al Pabellón Fuente de San Luis de la capital del Turia y cambió su nombre a "Pamesa Valencia". El 4 de mayo de 1988, el equipo derrotó al Santa Coloma en la 1ª ronda de los playoffs a ida y vuelta (el Valencia ganó los dos). En la 2ª ronda fue derrotado por el Clesa Ferrol. A pesar de esto, al haber quedado entre los ocho primeros, lograba el ansiado ascenso a la Liga ACB. De esta forma, el club permaneció de forma ininterrumpida en la ACB hasta la temporada 1994-95 en la que descendió a la Liga EBA (entonces 2ª categoría del baloncesto español) tras caer en la serie de playoff por la permanencia ante el Somontano Huesca por 1-3.

### Años 1990
El regreso a la máxima división del baloncesto español se produjo al final de la temporada 1995-96, en la que quedó subcampeón tras perder en la final 104-87 ante Spar Granada en una Fase Final disputada en el Pazo dos Deportes de Lugo. Sin embargo, la ACB pretendía reducir de 20 a 18 su número de equipos para la temporada 1996-97, por lo que en un principio no iba a haber ascensos desde Liga EBA. Finalmente, el club compró los derechos de la plaza que dejó vacante el Amway Zaragoza, que fue expulsado de la ACB por problemas económicos, para volver a la Liga ACB.
En la temporada 1997-98 el club dio un paso más en su crecimiento al ganar el primer título de su historia, la Copa del Rey ante el Joventut de Badalona el 2 de febrero de 1998. En esta competición, en la que debutaba, no estaba entre los favoritos para alzarse con el título. En la primera ronda eliminó al que era el líder de la Liga ACB, el Tau Vitoria que llevaba una gran racha de victorias seguidas. En semifinales, se eliminó al anfitrión, el Fórum Valladolid. En la final derrotó al Joventut de Badalona de Alfred Julbe (que se ganó la enemistad de la afición valenciana por unas declaraciones previas a dicha final en las que cuestionaba el estilo de juego empleado por los valencianos) por 89-75. El MVP fue para Nacho Rodilla.
Tras ganar dicha competición, obtuvo plaza para disputar competiciones europeas. El equipo valenciano debutó en la temporada 1998-1999 en la Copa Saporta y llegó a la final ante el Benetton Treviso italiano, perdiendo por 64-60. Esta misma temporada se fichó a uno de los jugadores más queridos por la afición: Bernard Hopkins.
En la temporada 1999-2000, el Pamesa Valencia quedó subcampeón de la Copa del Rey, perdiendo la final ante el Adecco Estudiantes por 63-73 y finalizó 6.º en la temporada regular de la Liga ACB. En la Copa Saporta, el equipo alcanzó los cuartos de final en donde fue eliminado por el Kinder Bolonia italiano.

### Años 2000
En la temporada 2000-01 el club decide dar un cambio y nombra entrenador a Luis Casimiro, que sustituyó a Miki Vukovic después de 5 temporadas en el club. En dicha temporada, el equipo quedó 5.º en la liga regular ACB y alcanzó las semifinales de la Copa Saporta, en donde fue eliminado por el Élan Chalon francés. Casimiro estuvo dos temporadas en el club y su mayor éxito fue el subcampeonato de la Copa Saporta de la temporada 2001-02, en la que el equipo valenciano perdió la final 71-81 contra el Montepaschi Siena italiano.
En la temporada 2002-03 se fichó como entrenador a Paco Olmos y se dio un salto de calidad en la plantilla fichando a jugadores de gran nivel internacional como Fabricio Oberto, Dejan Tomašević o Alejandro Montecchia. Esta es, hasta el momento, la mejor temporada de la historia del Pamesa. Se consigue ganar el primer título europeo de la historia, la Copa ULEB derrotando en los dos partidos de la final al Krka Novo Mesto esloveno consiguiendo la clasificación para la Euroliga por primera vez en su historia. En la ACB, el equipo consiguió llegar a la final, perdiendo ante el FC Barcelona por 3-0.
Para la temporada 2003-04, se fichó a Antoine Rigaudeau para afrontar con garantías la Euroliga, el equipo llegó al Top 16, perdiendo las posibilidades de clasificarse a la Final Four por no acudir a Tel Aviv por miedo a posibles atentados debido a la difícil situación política israelí. En la ACB, el equipo quedó tercero y perdió en primera ronda de la eliminatoria frente al Unicaja Málaga.
Las dos temporadas siguientes fueron auténticos fracasos. Se nombró director deportivo a Víctor Sendra para afrontar la campaña 2004-2005. Al comienzo de la pretemporada se cesó a Paco Olmos de su puesto y se fichó a Pablo Laso como entrenador. A la plantilla del Pamesa se unieron fichajes como el de Igor Rakočević. Antes de las semifinales de la Copa ULEB, fue cesado Laso, nombrando técnico al ayudante de este, Chechu Mulero. La temporada finalizó con el equipo quedando fuera de la eliminatoria después de 7 temporadas seguidas clasificándose para ellos y sin jugar en Europa. Esta temporada estuvo marcada por numerosas lesiones.
Para la temporada 2005-06 se cambió por completo la plantilla, quedando solo dos jugadores del año anterior, Víctor Luengo y Óscar Yebra. Se ficharon jugadores como Vule Avdalović o Dimos Dikoudis y al entrenador Ricard Casas. La primera vuelta de la liga fue buena, quedando cabeza de serie para la Copa del Rey de baloncesto, competición de la que quedó subcampeón. La segunda vuelta de la ACB fue malísima en cuanto a resultados y esto hizo que el club no se clasificara para el play-off por segundo año consecutivo. La temporada estuvo marcada por los constantes cambios en la plantilla, sobre todo en los puestos de no comunitarios.
A pesar de la contratación del MVP de la Euroliga 2006 Dejan Milojević y del MVP de la Copa ULEB 2006 Rubén Douglas, entre otros jugadores como Albert Oliver, la incorporación del canterano Víctor Claver a la primera plantilla y la completa reestructuración de la plantilla (solo continuaron 5 jugadores del año anterior), los malos resultados continuaron al comienzo de la Liga ACB 2006-07. Un comienzo en la Liga ACB de 1-4 hizo que el club "taronja" cesara al hasta entonces entrenador Ricard Casas y contratara al griego Fotis Katsikaris para suplirle. La primera vuelta de la ACB acabó con un balance de 9-8 que dejó fuera de la Copa del Rey de baloncesto al Pamesa que llevaba desde 1998 acudiendo a la cita copera. En febrero, Juan Roig dejaba el cargo de presidente del club, como última decisión se destituía de su cargo de director general a Víctor Sendra y se nombraba presidente ejecutivo a Manuel Llorente. El cambio de técnico dio resultado ya que el equipo acabó la campaña 7.º en la fase regular de la ACB y fue eliminado en primera ronda de la eliminatoria, consiguiendo la clasificación para la Copa ULEB después de dos temporadas sin participar en competiciones europeas. En el play-off quedó eliminado por el Real Madrid por 3-1, aunque el equipo dio una buena imagen e intentó presentar una base para la siguiente temporada con Fotis Katsikaris en el banquillo.
En la temporada 2007-08 se incorporaron jugadores como Shammond Williams o Fred House y el equipo acaba en quinta posición de la Liga ACB, mejor clasificación ACB histórica tras las temporadas de Olmos. En play-off es derrotado en 3 partidos ante Saski Baskonia (Denominado como TAU Cerámica) entrenado por Neven Spahija por 2-1.
La temporada 2008-09 se inicia con la contratación de jugadores como Kosta Perović. Pero un mal inicio de temporada provocó que Manuel Llorente cesara a Katsikaris y trajera precisamente a Neven Spahija para el banquillo "taronja". Neven Spahija realizó un par de movimientos en la plantilla para adecuarla a su estilo de juego, como fue cortar a Dikoudis y Ruben Douglas, y traerse a Matt Nielsen y Kenny Gregory. Gracias a estas incorporaciones y su dirección, consiguió clasificarse para la Copa del Rey, para la 'Final Eight' de la Eurocup y para los Play-off de la ACB. En el verano Juan Roig, máximo accionista y mecenas del club, anuncia que las temporadas 2009-2010 y 2010-2011 serán las últimas en las que invierta dinero en el Valencia Basket. Con ello, el histórico nombre de Pamesa desaparecerá del Valencia Basket. Además, Manuel Llorente decide irse del club, camino a la presidencia del Valencia Club de Fútbol. Ante esta incertidumbre, Vicente Sola se hace cargo de la presidencia del club. Durante el verano ante el cambio de planes de contar con menos dinero, Neven Spahija toma el mando de las decisiones deportivas junto con el secretario técnico, Toni Muedra. Se incorpora gente a la plantilla como Thomas Kelati, Serhiy Lishouk, Nando de Colo o subir al primer equipo a José Simeón. En esta temporada que en principio se preveía tan difícil, se convierta una magnífica temporada con la consecución del segundo título europeo, la Eurocup y cuyo MVP fue Matt Nielsen. Con este título se asegura la participación en la Euroliga para la temporada 2010-2011. Además, el equipo se clasifica como cabeza de serie para la Copa del Rey y para el play-off por el título.

### Años 2010
Debido a la nueva realidad económica del club, Neven Spahija no renueva y se ficha a Manolo Hussein para dirigir al equipo, aunque es destituido el 11 de noviembre después de encadenar 8 derrotas en 10 partidos. Se ficha a Svetislav Pešić como entrenador hasta final de temporada. Nada más llegar Pesic encarriló 9 victorias seguidas en ACB, hasta que llegó el Asefa Estudiantes y rompió la racha, pero aun así, Pesic siguió consiguiendo victorias. Sobre todo se tiene que señalar la magnífica participación en la Euroliga, donde llegó a la eliminatoria de cuartos de final contra el Real Madrid Baloncesto, nunca había conseguido tal logro. En el play-off ACB, el Power al acabar terceros en la liga regular, se enfrentó al quinto clasificado, el Bizkaia Bilbao Basket, pero perdieron la eliminatoria por un sorprendente 2-0. Además, después de ser eliminados en primera ronda, se decidió no renovar a Svetislav Pešić, una decisión bastante protestada por la afición "taronja".
Paco Olmos, del Menorca Bàsquet, se hizo cargo del equipo como entrenador para la temporada 2011-2012. Olmos afrontaría así su segunda etapa no consecutiva como técnico del primer equipo, sin contar los equipos que entrenó en categorías inferiores del Valencia Basket. Debido a las numerosas lesiones y a los malos resultados el equipo terminó por no clasificarse para la Copa del Rey. Tras no cumplir con las expectativas creadas en enero de 2012 fue destituido. Para reemplazar al técnico valenciano se contrató a Velimir Perasović quien se mantuvo al frente el equipo hasta 2015. Bajo la batuta de este se consigue el título de la Eurocup ante el UNICS Kazan. A mediados de la temporada 2014-15, Perasovic es sustituido por el entonces segundo entrenador Carles Durán Ortega, que seguirá en el cargo hasta final de temporada.
En 2015 se ficha a Pedro Martínez, con quien se consigue por primera vez el título de campeón de la Liga ACB en 2017, además de quedar finalista en esa misma temporada de la Copa del Rey y de la Eurocup, perdiendo dichas finales ante el Real Madrid y Unicaja, respectivamente. Ese mismo año con nuevo entrenador, Txus Vidorreta consiguen el título de la Supercopa Endesa derrotando en la final al Herbalife Gran Canaria.
En verano 2018, se inicia una nueva etapa con Jaume Ponsarnau como entrenador, entrenador ayudante del club desde verano de 2016. En su primera temporada consigue llevar al equipo a conquistar el título de la Eurocup derrotando al Alba Berlín en la final, consiguiendo así la clasificación para la próxima edición de la Euroliga.

## Un club masculino y femenino

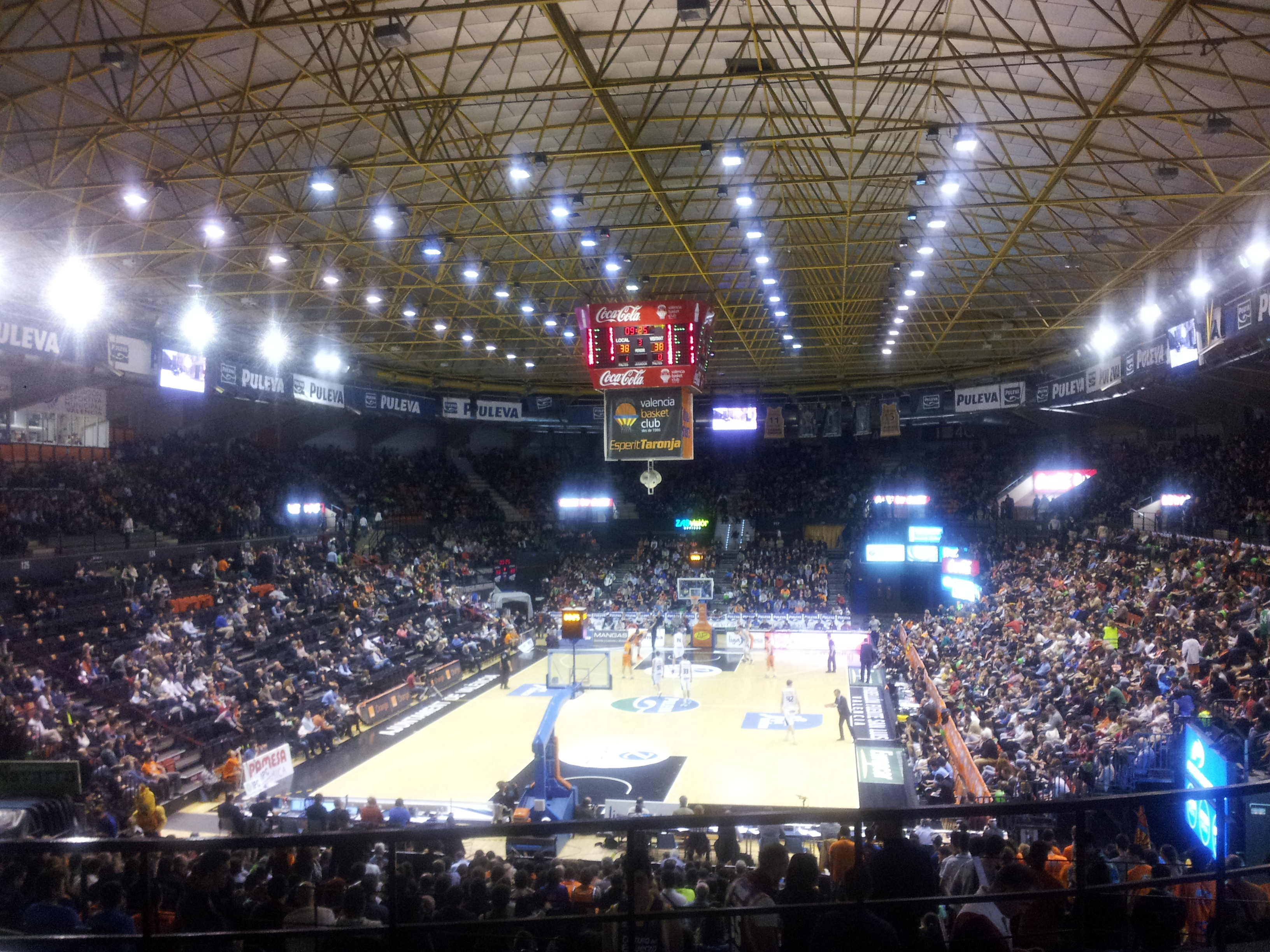
Vista del pabellón Fuente de San Luis, casa del Valencia Basket, a fecha 29-3-2014, en un partido contra Monbus Obradoiro

En verano de 2014, y tras la desaparición del Ros Casares Valencia, Valencia Basket integra en su estructura las categorías inferiores de dicho club, pasando a convertirse en un club con representación tanto masculina como femenina. No sucede así con la plaza del equipo sénior, pasando a jugar en la categoría Nacional con un grupo de jugadoras criadas en las categorías inferiores del propio Ros Casares.
Dirigidas desde el inicio por José Canales, en verano de 2016, en Castellón, Valencia Basket logrará el ascenso a la Liga Femenina 2 al superar en el partido decisivo al Real Canoe con una canasta en el último segundo anotada por la base Begoña Pallardó. 
Tras dos temporadas en la categoría de plata del baloncesto femenino español, en verano de 2018, y ya dirigidas por Rubén Burgos, Valencia Basket logrará el ascenso a la Liga Femenina, por motivos de patrocinio llamada Liga Dia, tras superar al Real Club Celta de Vigo en la Fase de Ascenso celebrar en el Pabellón Fuente de San Luis ante 6.200 espectadores. Este ascenso, unido al descenso ese mismo verano del Movistar Estudiantes, convierte a Valencia Basket en el único club con representación masculina y femenina en la máxima categoría del baloncesto español durante la temporada 2018-19. 
En la primera temporada del club taronja en la máxima categoría, conseguirá el billete para la Copa de la Reina de baloncesto, que se celebró entre el 28 de febrero y el 3 de junio en Vitoria. Además, consigue clasificarse para jugar los playoffs de la competición doméstica, cayendo en semifinales ante el Perfumerías Avenida y obteniendo así el derecho a disputar competición europea por primera vez en su historia.

## Plantilla actual

### Números retirados
- 9  Sam van Rossom
- 11  Nacho Rodilla
- 15  Víctor Luengo
- 17  Rafa Martínez

## Cantera
El Valencia Basket tiene en la actualidad una de las mejores canteras de España en lo que a baloncesto se refiere, de ahí han salido jugadores internacionales que han formado parte del equipo ACB como el campeón del mundo y tricampeón de Europa Víctor Claver, José Simeón u otros jugadores como el base Pedro Llompart, el pívot Jesús Fernández o el ya retirado y leyenda del equipo Víctor Luengo, entre otros nombres. Tiene equipos desde la modalidad de "baby" hasta el equipo filial, que milita en la categoría de Segunda FEB.
Luengo, Llompart, Simeón o Claver fueron los jugadores más destacados que han salido de esta cantera, que tiene su sede en L' Alqueria del Basket inaugurada a finales de 2017 que dispone de 13 pistas y 15.000 metros cuadrados para la formación de los niños y niñas que componen los equipos de cantera de Valencia Basket. Dispone de una pista central con un aforo aproximado de hasta 500 espectadores donde disputa sus partidos el filial. 
Cinco jugadores históricos han dado su nombre a las pistas 1, 2, 3, 4 y 5 de entrenamiento, Nacho Rodilla, Víctor Luengo, Rafa Martínez, Victor Claver y Sam van Rossom respectivamente, la sala de entrenadores lleva el nombre de Miki Vukovic, el primer entrenador que consiguió un título para las vitrinas del club.

## Jugadores notables
- Salva Díez
- Víctor Luengo
- Nacho Rodilla
- Berni Álvarez
- Víctor Claver
- Rafa Martinez
- Pau Ribas
- Guillem Vives
- Fernando San Emeterio
- Alberto Abalde
- Ermal Kuqo
- Alejandro Montecchia
- Federico Kammerichs
- Fabricio Oberto
- Matt Nielsen
- Tiago Splitter
- Vítor Faverani
- Kyle Alexander
- Jasiel Rivero
- Antoine Rigaudeau
- Florent Piétrus
- Damien Inglis
- Nando de Colo
- Mickaël Gelabale
- Sam Van Rossom
- Dimos Dikoudis
- Robertas Javtokas
- Mindaugas Timinskas
- Bojan Dubljević
- Maurice Ndour
- Romain Sato
- Dejan Tomašević
- Igor Rakočević
- Kosta Perović
- Duško Savanović
- Nikola Kalinić
- Klemen Prepelič
- Tornike Shengelia
- Viacheslav Kravtsov
- Serhiy Lishchuk
- Tanoka Beard
- Brad Branson
- Brian Cardinal
- /  Brandon Davies
- /  Justin Doellman
- Erick Green
- Jared Harper
- Jordan Loyd
- /  Semi Ojeleye
- /  Johnny Rogers
- James Webb III
- Derrick Williams
- /  Shammond Williams

## Trayectoria y palmarés
El club taronja acumula un total de doce títulos oficiales en la sección masculina, destacando por importancia cuatro Copa ULEB/EuroCup (equipo que más veces ha logrado el título), una Liga ACB (además de dos subcampeonatos), una Copa del Rey, una Supercopa de España y cinco campeonatos de Liga Valenciana.
Nota: en negrita competiciones vigentes en la actualidad.
| Competición internacional | Títulos                            | Subcampeonatos       |
| ------------------------- | ---------------------------------- | -------------------- |
| Eurocup (4)               | 2002-03, 2009-10, 2013-14, 2018-19 | 2011-12, 2016-17 (2) |
| Recopa de Europa (0)      |                                    | 1998-99, 2001-02 (2) |

| Competición nacional    | Competición nacional    | Títulos | Subcampeonatos                         |
| ----------------------- | ----------------------- | ------- | -------------------------------------- |
| Campeonato de Liga (1)  | Campeonato de Liga (1)  | 2016-17 | 2002-03, 2024-25 (2)                   |
| Copa del Rey (1)        | Copa del Rey (1)        | 1997-98 | 1999-00, 2005-06, 2012-13, 2016-17 (4) |
| Supercopa de España (1) | Supercopa de España (1) | 2017    | 2010 (1)                               |

| Competición regional | Títulos                                     | Subcampeonatos       |
| -------------------- | ------------------------------------------- | -------------------- |
| Liga Valenciana (5)  | 2004-05, 2006-07, 2007-08, 2008-09, 2009-10 | 2003-04, 2005-06 (2) |

| Valencia Basket Club                                                          | 5 | 1 | 1 | 1 | - | - | - | 4 | - | - | - | (-) | 12 |
| Datos actualizados a la consecución del último título el 16 de abril de 2019. |   |   |   |   |   |   |   |   |   |   |   |     |    |

Notas : Desde 2004 la ULEB se integró dentro de FIBA Europa, tras la escisión FIBA-EUROLIGA (ULEB), aunque a partir de la temporada 2016-17 tuvo lugar una nueva fractura. Por otra parte, hay que mencionar, que, existió una tercera competición europea: FIBA EuroChallenge -Eurocup FIBA-, desaparecida en 2015 para dar paso a la nueva Copa Europea de la FIBA (e incluso llegó a haber una cuarta competición europea gestionada por la FIBA entre 2002 y 2007); no organizadas por la ULEB.
El Torneo Internacional ACEB fue una competición de carácter internacional que enfrentaba a los campeones continentales, siendo organizada por un organismo español y no contabilizada, al menos de momento, por la FIBA en su palmarés.

### Historial masculino
| Temporada | Categoría      | Puesto | Balance | Playoff         | Copa             | Euroliga       | Eurocup    |
| --------- | -------------- | ------ | ------- | --------------- | ---------------- | -------------- | ---------- |
| 1986-1987 | 1.ª División B | 19.º   | 14-20   | -               | -                | -              | -          |
| 1987-1988 | 1.ª División B | 8.º    | 20-16   | -               | -                | -              | -          |
| 1988-1989 | ACB            | 16.º   | 12-24   | -               | -                | -              | -          |
| 1989-1990 | ACB            | 10.º   | 24-12   | -               | -                | -              | -          |
| 1990-1991 | ACB            | 9.º    | 15-19   | Dieciseisavos   | -                | -              | -          |
| 1991-1992 | ACB            | 9.º    | 18-16   | Dieciseisavos   | -                | -              | -          |
| 1992-1993 | ACB            | 10.º   | 18-13   | Dieciseisavos   | -                | -              | -          |
| 1993-1994 | ACB            | 12.º   | 14-14   | Dieciseisavos   | -                | -              | -          |
| 1994-1995 | ACB            | 19.º   | 15-23   | -               | -                | -              | -          |
| 1995-1996 | Liga EBA       | 2.º    | 22-8    | -               | -                | -              | -          |
| 1996-1997 | ACB            | 11.º   | 17-17   | -               | -                | -              | -          |
| 1997-1998 | ACB            | 7.º    | 20-14   | Cuartofinalista | Campeón          | -              | -          |
| 1998-1999 | ACB            | 6.º    | 18-16   | Cuartofinalista | Cuartos          | -              | -          |
| 1999-2000 | ACB            | 6.º    | 20-14   | Cuartofinalista | Subcampeón       | -              | -          |
| 2000-2001 | ACB            | 5.º    | 22-12   | Cuartofinalista | Semifinal        | -              | -          |
| 2001-2002 | ACB            | 6.º    | 21-13   | Cuartofinalista | Cuartos          | -              | -          |
| 2002-2003 | ACB            | 2.º    | 26-8    | Subcampeón      | Semifinal        | -              | Campeón    |
| 2003-2004 | ACB            | 5.º    | 23-11   | Cuartofinalista | Cuartos          | Top 16         | -          |
| 2004-2005 | ACB            | 9.º    | 18-16   | -               | Semifinal        | -              | Semifinal  |
| 2005-2006 | ACB            | 9.º    | 16-18   | -               | Subcampeón       | -              | -          |
| 2006-2007 | ACB            | 7.º    | 19-15   | Cuartofinalista | -                | -              | -          |
| 2007-2008 | ACB            | 5.º    | 22-12   | Cuartofinalista | Cuartos          | -              | Cuartos    |
| 2008-2009 | ACB            | 7.º    | 17-17   | Cuartofinalista | Cuartos          | -              | Cuartos    |
| 2009-2010 | ACB            | 5.º    | 23-11   | Cuartofinalista | Semifinal        | -              | Campeón    |
| 2010-2011 | ACB            | 5.º    | 20-14   | Cuartofinalista | Semifinal        | Top 8          | -          |
| 2011-2012 | ACB            | 4.º    | 20-14   | Semifinalista   | -                | -              | Subcampeón |
| 2012-2013 | ACB            | 6.º    | 22-12   | Cuartofinalista | Subcampeón       | -              | Semifinal  |
| 2013-2014 | ACB            | 2.º    | 30-4    | Semifinalista   | Semifinal        | -              | Campeón    |
| 2014-2015 | ACB            | 4.º    | 20-14   | Semifinalista   | Cuartos          | Fase de grupos | Cuartos    |
| 2015-2016 | ACB            | 3.º    | 28-6    | Semifinalista   | Cuartos          | -              | Top 32     |
| 2016-2017 | ACB            | 3.º    | 23-9    | Campeón         | Subcampeón       | -              | Subcampeón |
| 2017-2018 | ACB            | 5.º    | 22-12   | Cuartofinalista | Cuartos de final | Fase de grupos | -          |
| 2018-2019 | ACB            | 4.º    | 23-11   | Semifinalista   | Cuartos de final | -              | Campeón    |
| 2019-2020 | ACB            | 7.º    | 12-11   | Semifinalista   | Semifinal        | Cancelada      | -          |
| 2020-2021 | ACB            | 4.º    | 24-12   | Semifinalista   | Cuartos de final | Fase de grupos | -          |
| 2021-2022 | ACB            | 3.º    | 23-11   | Cuartofinalista | Cuartos de final | -              | Semifinal  |
| 2022-2023 | ACB            | 8.º    | 17-16   | Cuartofinalista | Cuartos de final | 13º 15-19      | -          |
| 2023-2024 | ACB            | 4.º    | 21-13   | Cuartofinalista | Semifinal        | 13º 14-20      | -          |
| 2024-2025 | ACB            | 2.º    | 25- 9   | Subcampeón      | Cuartos de final | -              | Semifinal  |

NOTA: El formato de la temporada 2019-2020 de la Liga ACB se vio alterado debido a la suspensión temporal de la competición por la Pandemia de COVID-19 que afectó gravemente al país.

### Historial femenino
| Temporada | Nivel | División        | Pos. | G–P  | Postemporada   | Copa de la Reina | Supercopa      | Competiciones europeas | Competiciones europeas |
| --------- | ----- | --------------- | ---- | ---- | -------------- | ---------------- | -------------- | ---------------------- | ---------------------- |
| 2014–15   | 3     | 1ª Nacional     | 3º   | 23–5 | Semifinales    |                  |                |                        |                        |
| 2015–16   | 3     | 1ª Nacional     | 3º   | 25–0 | Ascenso        |                  |                |                        |                        |
| 2016–17   | 2     | Liga Femenina 2 | 10º  | 8–18 |                |                  |                |                        |                        |
| 2017–18   | 2     | Liga Femenina 2 | 1º   | 23–3 | Ascenso        |                  |                |                        |                        |
| 2018–19   | 1     | Liga Femenina   | 5º   | 18–8 | Semifinales    | Cuartos de final |                |                        |                        |
| 2019–20   | 1     | Liga Femenina   | 4º   | 14–8 | —              | Semifinalista    |                | (2) EuroCup            | NT                     |
| 2020–21   | 1     | Liga Femenina   | 2º   | 29–1 | Subcampeonas   | Semifinalista    | Semifinalista  | (2) EuroCup            | C                      |
| 2021–22   | 1     | Liga Femenina   | 2º   | 25–5 | Subcampeonas   | Semifinalista    | Campeonas      | (2) EuroCup            | QF                     |
| 2022–23   | 1     | Liga Femenina   | 1º   | 25–5 | Campeonas      | Semifinalista    | Subcampeonas   | (1) Euroliga           | QF                     |
| 2023–24   | 1     | Liga Femenina   | 2º   | 25–5 | Campeonas (2º) | Campeonas        | Campeonas (2º) | (1) Euroliga           | FG                     |
| 2024–25   | 1     | Liga Femenina   | 2º   | 24–6 | Campeonas (3º) | Cuartos de final | Campeonas (3º) | (1) Euroliga           | 4º                     |